# Verwaltungsstrafe
Eine Verwaltungsstrafe ist eine Strafe im rechtstechnischen Sinne, welche nicht von einem Gericht, sondern von einer Verwaltungsbehörde bei (geringfügigen) Verletzungen der Rechtsregeln verhängt wird.

## Situation in der Bundesrepublik Deutschland
Zur Verhängung von Verwaltungsstrafen durch Strafverfügung bzw. Strafbescheid waren vor der großen Strafrechtsreform Polizei- und Finanzbehörden ermächtigt. Diese Ermächtigung wurde 1967 aufgrund Art. 92 des Grundgesetzes (GG) vom Bundesverfassungsgericht für verfassungswidrig erklärt. Deshalb wurde 1968 die Neufassung des Gesetzes über Ordnungswidrigkeiten eingeführt, welches materielle Normen mit Bußgeldtatbeständen sowie formelles Recht (Verfahrensrecht) enthält. Eine Ordnungswidrigkeit hat nicht die Rechtswirkung einer echten Strafe beziehungsweise Kriminalstrafe. Auch kann eine Verwaltungsbehörde anders als ein Strafgericht keine Freiheitsstrafe verhängen. Auf Antrag der Verwaltungsbehörde kann ein Gericht Erzwingungshaft erlassen.

## Situation in Österreich
In Österreich dürfen Verwaltungsbehörden Verwaltungsstrafen gemäß dem Verwaltungsstrafgesetz 1991 verhängen. Verwaltungsstrafen gelten nicht als Kriminalstrafen und haben nicht deren Rechtswirkungen.  Durch die politischen Reformen der Nachkriegszeit existiert ein genereller Trend, Kriminalstrafen durch Verwaltungsstrafen zu ersetzen (Entkriminalisierung).
Im Sinne der österreichischen Verwaltungsstrafe gibt es drei mögliche Strafen: die Geldstrafe als häufigste Form, unter bestimmten Voraussetzungen die Freiheitsstrafe und den Verfall.
Bei geringfügigen Übertretungen kommt es in der Regel zu abgekürzten Verwaltungsstrafverfahren, die mit einer Anonymverfügung, einer Strafverfügung oder einer Organstrafverfügung enden.
Das ordentliche Verwaltungsstrafverfahren endet mit Bescheid (Straferkenntnis oder Einstellung). Gegen ein Straferkenntnis ist die Beschwerde an das zuständige Verwaltungsgericht zulässig.
Das österreichische Verwaltungsstrafrecht entspricht im Rechtsvergleich in seiner praktischen Bedeutung und Stellung im Wesentlichen dem Ordnungswidrigkeitenrecht in Deutschland.

## Situation in der Schweiz
In der Schweiz ist das Verwaltungsstrafrecht (VStrR) ein Bundesgesetz von 1974, nach dem Straftaten (Verbrechen, Vergehen und Übertretungen) von Verwaltungsbehörden des Bundes verfolgt werden. Minder schwere Übertretungen werden dabei als Ordnungswidrigkeiten bezeichnet (Art. 3 VStrR). Die Ahndung erfolgt durch Strafbescheid (Art. 62 VStrR), gegen den Einsprache möglich ist (Art. 67 VStrR). Erlässt die Verwaltung daraufhin eine Strafverfügung (Art. 72 VStrR), kann Beurteilung durch das Strafgericht (in der Regel das kantonale) verlangt werden. Gegen Untersuchungshandlungen der Verwaltung ist Beschwerde an die Beschwerdekammer des Bundesstrafgerichts möglich (Art. 25 VStrR).
Außerhalb des Verwaltungsstrafrechts können Übertretungen von Verwaltungsbehörden der Kantone im Übertretungsstrafverfahren mittels Strafbefehls (Art. 357 StPO) verfolgt werden, bestimmte minder schwere Übertretungen auch im Ordnungsbussenverfahren mit Ordnungsbusse bis zu 300 Franken (OBG).